# Ludwig Brousek
Ludwig Brousek (* 20. März 1908; † 14. August 1974) war ein österreichischer Fußball-Nationalspieler. Er war Vater von Richard Brousek, der später ebenfalls in der Nationalmannschaft spielte.

## Karriere
Flügelstürmer Ludwig Brousek begann seine Karriere beim Favoritner Erstligisten SpC Rudolfshügel, bei dem er in der Abstiegssaison 1926/27 erster Erfahrungen in der I. Liga sammeln konnte. Nachdem VAFÖ-Übertritt der Dunkelblauen wechselte er innerhalb der II. Liga zum SC Altmannsdorf, wo er nach einer guten Spielzeit 1929/30 vom Ligakonkurrenten BAC geholt wurde. Mit dem Aushängeverein der Brigittenau gelang prompt der Aufstieg in die I. Liga ohne ein einziges Spiel zu verlieren. Der erhoffte Klassenerhalt 1932/33 gelang jedoch nicht, Ludwig Brousek wurde aber mit 8 Toren als vereinsbester Schütze vom FC Libertas Wien aus Ottakring übernommen.
Mit der Libertas hatte Ludwig Brousek letztlich einen Verein gefunden, mit dem er längere Zeit in der I. Liga spielen konnte und zudem gut mit seinem rechten Flügelpartner Josef Lebeda harmonierte. Beide kamen auch gemeinsam mit Klubkollegen Rudolf Schlauf im Länderspiel am 6. Oktober 1935 gegen Polen in Warschau zum Einsatz, wobei am selben Tag der erste Anzug der Österreicher in Wien gegen Ungarn spielte. Kurz zuvor konnte mit dem Klub 1934/35 mit dem fünften Platz das beste Ergebnis der Vereinsgeschichte geholt werden, letztlich verblieb Ludwig Brousek bis 1937 mit dem Verein in der höchsten österreichischen Liga. Anfang 1938 wechselte er zum SV Wienerberg, wo er noch mindestens bis 1944 spielte. Er wurde am Friedhof Liesing bestattet.

## Erfolge
- 1 × Österreichischer Zweitligameister: 1932 (II. Liga)
- 1 Spiel für die österreichische Fußballnationalmannschaft 1935